# فؤاد جولييف
فؤاد جولييف (بالأذرية: Fuad Xəlil oğlu Quliyev) (و. 1941  م) هو سياسي من الاتحاد السوفيتي، وأذربيجان، ولد في باكو، هو عضوٌ في حزب أذربيجان الجديدة.

## مناصب
تولى منصب عضو الجمعية الوطنية في أذربيجان
- رئيس وزراء أذربيجان.[2][3]